# Lupinus pulloviridus
Lupinus pulloviridus är en ärtväxtart som beskrevs av Charles Piper Smith. Lupinus pulloviridus ingår i släktet lupiner, och familjen ärtväxter. Inga underarter finns listade i Catalogue of Life.